# Краснояровский (Ростовская область)
Красноя́ровский — хутор в Шолоховском районе Ростовской области.
Входит в состав Вёшенского сельского поселения.

## География
Расстояние до районного центра с учётом доступа транспортом — 18 км.

## Население
| 2010 |
| ---- |
| 35   |

## Улицы
- ул. Возрождения,
- ул. Победы,
- пер. Казачий.